# Lista de prefeitos de Arez (Rio Grande do Norte)
Esta é a lista de prefeitos de Arez, município brasileiro do estado do Rio Grande do Norte.
| Nº                        | Prefeito                         | Imagem                          | Partido                         | Primeira-dama                                    | Início do mandato       | Fim do mandato          | Vice-prefeito              | Observações                          |
| ------------------------- | -------------------------------- | ------------------------------- | ------------------------------- | ------------------------------------------------ | ----------------------- | ----------------------- | -------------------------- | ------------------------------------ |
|                           | José Augusto Ferreira da Silva   |                                 | PP                              | Alice Fonseca                                    | 27 de agosto de 1932    | novembro de 1933        | ―                          | Prefeito nomeado                     |
|                           | Alfredo Januário de Lima         |                                 | PSD                             | Sebastiana Chacon de Lima                        | 5 de novembro de 1935   | 11 de fevereiro de 1936 | ―                          | Prefeito nomeado                     |
|                           | Antonio Felipe Ferreira da Silva |                                 | PSD                             | não encontrado                                   | 11 de fevereiro de 1936 | 15 de outubro de 1942   | ―                          | Prefeito nomeado                     |
|                           | Napoleão de Carvalho Agra        |                                 | PSD                             | Ana Lins Agra                                    | 15 de outubro de 1942   | 28 de junho de 1944     | ―                          | Prefeito nomeado                     |
|                           | Manuel Gentil Marinho Pessoa     |                                 | PRD                             | não encontrado                                   | 28 de junho de 1944     | 25 de abril de 1945     | ―                          | Prefeito nomeado                     |
|                           | Napoleão de Carvalho Agra        |                                 | PRD                             | Ana Lins Agra                                    | 25 de abril de 1945     | 28 de maio de 1947      | ―                          | Prefeito nomeado                     |
|                           | Adauto Ferreira da Rocha         |                                 | UDN                             | Marluce Vasconcelos da Rocha                     | 28 de maio de 1947      | 31 de março de 1953     | Napoleão de Carvalho Agra  | Prefeito e vice eleitos              |
|                           | João Aureliano de Lima           |                                 | PSD                             | Inêz Irene de Lima                               | 31 de março de 1953     | 31 de março de 1958     | Conrado Alves Cavalcanti   | Prefeito e vice eleitos              |
|                           | Adauto Ferreira da Rocha         |                                 | UDN                             | Marluce Vasconcelos da Rocha                     | 31 de março de 1958     | 31 de março de 1963     | José Elias Rocha           | Prefeito e vice eleitos              |
|                           | José Ferreira de Carvalho        |                                 | PSD                             | não encontrado                                   | 31 de março de 1963     | 31 de janeiro de 1969   | Pedro Pires Chacon         | Prefeito e vice eleitos              |
|                           | Aloisio Bonifácio Feitosa        |                                 | ARENA                           | não encontrado                                   | 31 de janeiro de 1969   | 31 de janeiro de 1973   | Antônio Bráulio da Cunha   | Prefeito e vice eleitos              |
|                           | Leovigildo Texeira da Silva      |                                 | MDB                             | não encontrado                                   | 31 de janeiro de 1973   | 31 de janeiro de 1977   | Raimundo Alves Freitas     | Prefeito e vice eleitos              |
|                           | José Ferreira de Carvalho        |                                 | ARENA                           | não encontrado                                   | 31 de janeiro de 1977   | 31 de janeiro de 1983   | Antônio Iduino de Oliveira | Prefeito e vice eleitos              |
|                           | José Olavo de Souza              |                                 | PDS                             | Maria Alvira Pessoa de Souza                     | 31 de janeiro de 1983   | 31 de dezembro de 1988  | não encontrado             | Prefeito e vice eleitos              |
|                           | Ivo Marinho de Menezes           |                                 | PMDB                            | Geonete Teixeira de Menezes                      | 1 de janeiro de 1989    | 31 de dezembro de 1992  | Antônio Arcanjo de Paiva   | Prefeito e vice eleitos              |
|                           | José Olavo de Souza              |                                 | PFL                             | Maria Alvira Pessoa de Souza                     | 1 de janeiro de 1993    | 31 de dezembro de 1996  | não encontrado             | Prefeito e vice eleitos              |
|                           | Antônio Bráulio da Cunha         |                                 | PMDB                            | Maria de Lourdes de Carvalho Cunha               | 1 de janeiro de 1997    | 31 de dezembro de 2000  | não encontrado             | Prefeito e vice eleitos              |
|                           | Lúcia de Souza Santos            |                                 | PSB                             | Rivaldo Pereira dos Santos (Primeiro-cavalheiro) | 1 de janeiro de 2001    | 31 de dezembro de 2008  | Erço de Oliveira Paiva     | Prefeita e vice eleitos              |
| Prefeita e vice reeleitos | Lúcia de Souza Santos            |                                 | PSB                             | Rivaldo Pereira dos Santos (Primeiro-cavalheiro) | 1 de janeiro de 2001    | 31 de dezembro de 2008  | Erço de Oliveira Paiva     |                                      |
|                           | Erço de Oliveira Paiva           |                                 | PR                              | Surama Cristina de Brito Silva                   | 1 de janeiro de 2009    | 21 de março de 2013     | Marluce Aires da Silva     | Prefeito e vice eleitos              |
| Jone Chacon do Nascimento | Erço de Oliveira Paiva           | Prefeito reeleito e vice eleito | PR                              | Surama Cristina de Brito Silva                   | 1 de janeiro de 2009    | 21 de março de 2013     |                            |                                      |
|                           | Antônio Bráulio da Cunha         |                                 | DEM                             | Maria de Lourdes de Carvalho Cunha               | 21 de março de 2013     | 10 de setembro de 2013  | Marluce Aires da Silva     | Segundo colocado nas eleições assume |
| ―                         | Erço de Oliveira Paiva           |                                 | PR                              | Surama Cristina de Brito Silva                   | 10 de setembro de 2013  | 31 de dezembro de 2016  | Jone Chacon do Nascimento  | Prefeito e vice retornam ao cargo    |
|                           | Antônio Bráulio da Cunha         |                                 | PSD                             | Maria de Lourdes de Carvalho Cunha               | 1 de janeiro de 2017    | 31 de dezembro de 2020  | João Elias de Matos Neto   | Prefeito e vice eleitos              |
|                           | Bergson Iduíno de Oliveira       |                                 | REP                             | Dalvaci Chacon de Oliveira                       | 1 de janeiro de 2021    | até a atualidade        | Elias José da Silva Cruz   | Prefeito e vice eleitos              |
| PL                        | Bergson Iduíno de Oliveira       | Thiago Teixeira de Paiva        | Prefeito eleito e vice reeleito | Dalvaci Chacon de Oliveira                       | 1 de janeiro de 2021    | até a atualidade        |                            |                                      |